# Добролюб Пешин
Добролюб Михайлов Пешин е български промишлен дизайнер, сред основателите на промишления дизайн в България.

## Биография
Добролюб Пешин е роден на 31 юли 1936 г. в Русе, в семейството на учители. През 1964 г. завършва Националната художествена академия – специалност „Декоративно-монументална живопис, стъклопис и мозайка“ при проф. Георги Богданов.
През същата година постъпва на работа в новосъздадения Център за промишлена естетика, художествено проектиране и конструиране. Отначало е дизайнер, а след това – Главен дизайнер в направление Електропромишленост. Специализира в Италия в дизайнерски бюра на Olivetti и IBM Italia.
През периода 1964 – 1990 г. работи в сферата на електрониката, изчислителната техника и приборостроенето. Ръководител е на екипа, създал дизайна на българските електронни калкулатори и касови апарати с марката „Елка“, на фамилията персонални компютри „Правец“, както и на изделия и комплекти от продукцията на СО ИЗОТ и СО „Микропроцесорни системи“, разработени съвместно с ЦИИТ, ИТКР и институти на БАН.
Дизайнер е на спектрофотометъра „Спектър 15 К“ – щатен апарат на орбиталната космическа станция „Салют-6“. (1978) От 1983 до 1989 г. е Главен директор на Централния институт за промишлена естетика.
През 1993 г. създава „Пешин дизайн“ – студио за индустриален дизайн със специализация в проектиране за сферите на високите технологии, електрониката, машиностроенето и обществената среда. За фирмите Orgtechnica, Datecs, Carat Electronics разработва дизайна на касови апарати, принтери, PinPAD устройства и др. с участието на сина си – дизайнера Михаил Пешин. Работи и по проекти за обзавеждане на градски пространства и офиси.
През 1974 г. е приет за член на Съюза на българските художници. Председател на Специализираната държавна комисия по дизайн за промишлеността към КК, СБХ и САБ. През периода 1988 – 1993 г. е Секретар по проблемите на дизайна и приложните изкуства и Главен секретар на СБХ.

## Изложби и публикации
Участва в изложби и представяния на българския дизайн в София, Любляна, Москва, Вашингтон, Монтрьо, Амстердам, Прага и Будапеща.
Автор е на публикации по проблемите на дизайна в списанията „Индустриарен дизайн и декоративно изкуство“, „Техническая эстетика“ (Москва), бюлетин „Дизайн“ – издание на Централния институт за промишлена естетика, и в периодичния печат.

## Награди
- Звание „Заслужил художник“, 1982 г.
- Народен орден на труда – златен, 1986 г.
- През периода 1966 – 1986 година 12 пъти е носител на Държавната награда за дизайн „Златни ръце“.
- Награда за дизайн на СБХ, 1975.
- Първа награда на международната изложба „Светът на предметите '82“ – Бърно, Чехословакия.
- Първа награда на изложбата „Проблеми на градската среда – София '89“.